# Gutâi - Creasta Cocoșului
Gutâi - Creasta Cocoșului este un sit de importanță comunitară (SCI) desemnat în scopul protejării biodiversității și menținerii într-o stare de conservare favorabilă a florei spontane și faunei sălbatice, precum și a habitatelor naturale de interes comunitar aflate în arealul zonei protejate. Acesta este situat în nord-vestul Transilvaniei, pe teritoriul județului Maramureș.

## Localizare
Aria naturală se întinde în partea central-nordică a județului Maramureș, pe teritoriul administrativ al orașului Cavnic și pe cele ale comunelor Budești, Desești, Ocna Șugatag și Șișești, în apropierea drumului național DN18, care leagă municipiul Baia Mare de Sighetu Marmației.

## Descriere
Zona a fost declarată sit de importanță comunitară prin Ordinul Ministerului Mediului și Dezvoltării Durabile Nr.1964 din 13 decembrie 2007 (privind instituirea regimului de arie naturală protejată a siturilor de importanță comunitară, ca parte integrantă a rețelei ecologice europene Natura 2000 în România) și se întinde pe o suprafață de 688 hectare.
Situl reprezintă o zonă naturală (păduri de foioase, păduri în amestec, tufărișuri subalpine, pajiști naturale, pășuni, tinoave, ochiuri de apă, stepe și abrupturi stânoase) încadrată în bioregiunea alpină nord-vestică a Munților Gutâi (grupă muntoasă a Carpaților Maramureșului și Bucovinei, ce aparțin lanțului carpatic al Orientalilor) și include rezervațiile naturale Creasta Cocoșului și Lacul Morărenilor.

## Biodiversitate
„Gutâi - Creasta Cocoșului” a fost desemnat ca sit Natura 2000, în scopul protejării biodiversității și menținerii într-o stare de conservare favorabilă a florei și faunei sălbatice, precum și a habitatelor de interes comunitar din nord-vestul Munților Gutâi.

### Habitate
Aria protejată dispune de 9 tipuri de habitate; astfel: Păduri de fag de tip Luzulo-Fagetum, Tufărișuri uscate europene, Pajiști cu Molinia pe soluri calcaroase, turboase sau argiloase (Molinion caeruleae),  Pajiști montane de Nardus bogate în specii pe substraturi silicioase, Comunități de lizieră cu ierburi înalte higrofile de la nivelul câmpiilor, până la cel montan și alpin, Mlaștini turboase de tranziție și turbării oscilante (nefixate de substrat), Turbării active și Mlaștini alcaline. 

### Faună
Fauna sitului are în componență o gamă diversă de mamifere, păsări, reptile și amfibieni, dintre care unele protejate prin Directiva Consiliului European 92/43/CE din 21 mai 1992 (privind conservarea habitatelor naturale și a speciilor de faună și floră sălbatică) sau aflate pe lista roșie a IUCN.
Mamifere cu specii de: urs brun (Ursus arctos), râs eurasiatic (Lynx lynx), cerb (Cervus elaphus), căprioară (Capreolus capreolus), mistreț (Sus scrofa), nevăstuică (Mustela nivalis), jder (Martes martes), viezure (Meles meles), pisică sălbatică (Felis silvestris), vulpe (Vulpes vulpes), veveriță (Sciurus vulgaris), iepure de câmp (Lepus europaeus), pârșul de alun (Muscardinus avellanarius), liliacul de seară (Nyctalus noctula), liliacul pitic (Pipistrellus pipistrellus), liliacul urecheat (Plecotus auritus); 
Păsări cu specii de: acvilă de munte (Aquila chrysaetos), șorecar (Buteo buteo), cocoș de munte (Tetrao urogallus), cocoș de mesteacăn (Lyrurus tetrix), uliu porumbar (Accipiter gentilis), uliu păsărar (Accipiter nisus), ieruncă (Tetrasts bonasia), acvilă-țipătoare-mică (Aquila pomarina), corb (Corvus corax), mierlă de apă (Cinclus cinclus), mierlă (Turdus merula), codobatură (Motacilla alba), fluierar-de-munte (Tringa hypoleucos), codobatură-de-munte (Motacilla cinerea), ciocănitoare-de-munte (Pycoides tridactylus), scatiu (Carduelis spinus), pițigoi-de-brădet (Parus ater), pițigoi-moțat (Parus cristatus), mugurar (Pyrrhula pyrrhula), forfecuță (Loxia curvirostra), sticlete (Carduelis carduelis), vânturel (Falco vespertinus), aușel (Regulus regulus), sturz-de-vâsc (Turdus viscivorus), cristel-de-câmp (Crex crex), sfrâncioc roșiatic (Lanius collurio);
Reptile și amfibieni: șarpele lui Esculap (Elaphe longissima), șopârlă de munte (Lacerta vivipara), viperă (Vipera berus), ivorașul-cu-burta-galbenă (Bombina variegata), salamandra carpatică (Triturus montandoni), broasca-roșie-de-munte (Rana temporaria), broasca-roșie-de-munte (Rana temporaria), salamandra de foc (Salamandra salamandra) sau tritonul de munte (Triturus alpestris).

### Floră

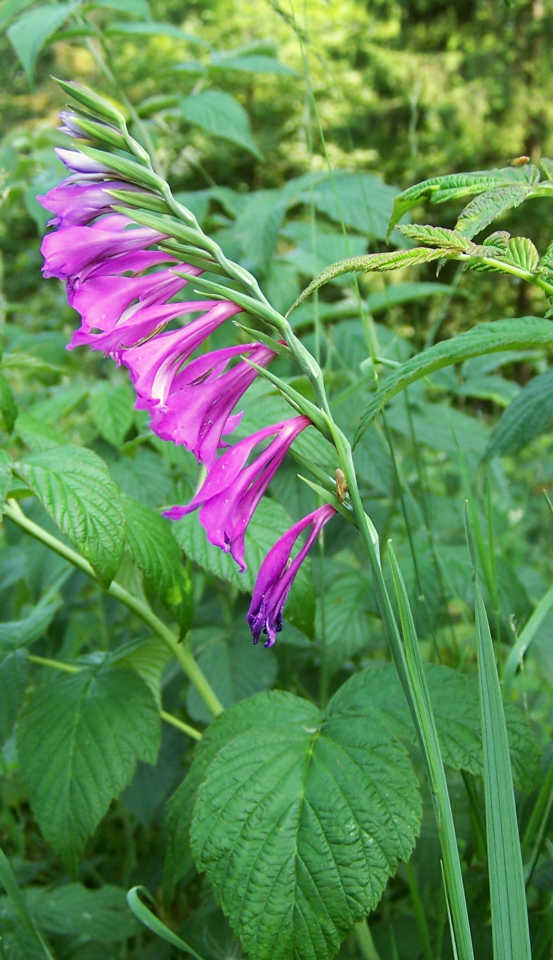
Săbiuță (Gladiolus imbricatus)

Flora este constituită din arbori și arbusti cu specii de: brad (Abies alba), molid (Picea Abies), pin (Pinus), larice (Larix decidua), zâmbru (Pinus cembra), zadă (Larix), tisă (Taxus baccata), fag (Fagus sylvatica), gorun (Quercus petraea), stejar (Quercus robur), carpen (Carpinus betulus), paltin de munte (Acer pseudoplatanus), tei (Tilia cordata), frasin (Fraxinus excelsior), jneapăn (Pinus mugo), ienupăr (Juniperus communis), păducel (Crataegus monogyna), soc negru (Sambucus nigra), alun (Corylus avellana), zmeur (Robus idaeus), măceș (Rosa canina, afin (Vaccinum myrtillus L.), afin-vânăt (Vaccinium uliginosum).
La baza desemnării sitului se află două specii floristice (protejate prin aceeași Directivă 92/43/CE din 21 mai 1992, a Consiliului European, anexa I-a): curechiul de munte (Ligularia sibirica) și clopoțelul de munte (Campanula serrata); care vegetează alături de: angelică (Angelica archangelica), drețe (Lysimachia nemorum), garofiță (Dianthus carthusianorum), arnică (Arnica montana), limba cucului (Botrichium lunaria), crin de pădure (Lilium martagon), siminic (Antennaria dioica), ruginare (Andromeda polifolia), roua cerului (Drosera rotundifolia), poroinic (Dactylorhiza maculata), plămânărică (Pulmonaria officinalis), luceafăr (Scorzonera rosea), brândușă de toamnă (Colchicum autumnale), ciuboțica cucului (Primula vernis), coada șoricelului (Achillea millefolium), țintaură (Centaurium umbellatum), orhidee (Epipactis helleborine), păștiță (Anemone nemerosa), ghiocel (Galanthus nivalis), săbiuță (Gladiolus imbricatus), sor-cu-frate (Melampyrum saxosum), pușca-dracului (Phyteuma tetramerum), stupiniță (Platanthera bifolia),  brustur-negru (Symphytum cordatum), lăptucul-oii (Telekia speciosa), bulbuc de munte (Trollius europaeus), pipirigul-cerbilor (Scheuchzeria palustris).

## Căi de acces
- Drumul național DN18, pe ruta: Baia Mare - Baia Sprie - drumul județean DJ183C spre Mina Șuior.

## Monumente și atracții turistice
În vecinătatea sitului se află câteva obiective de interes istoric, cultural și turistic; astfel:

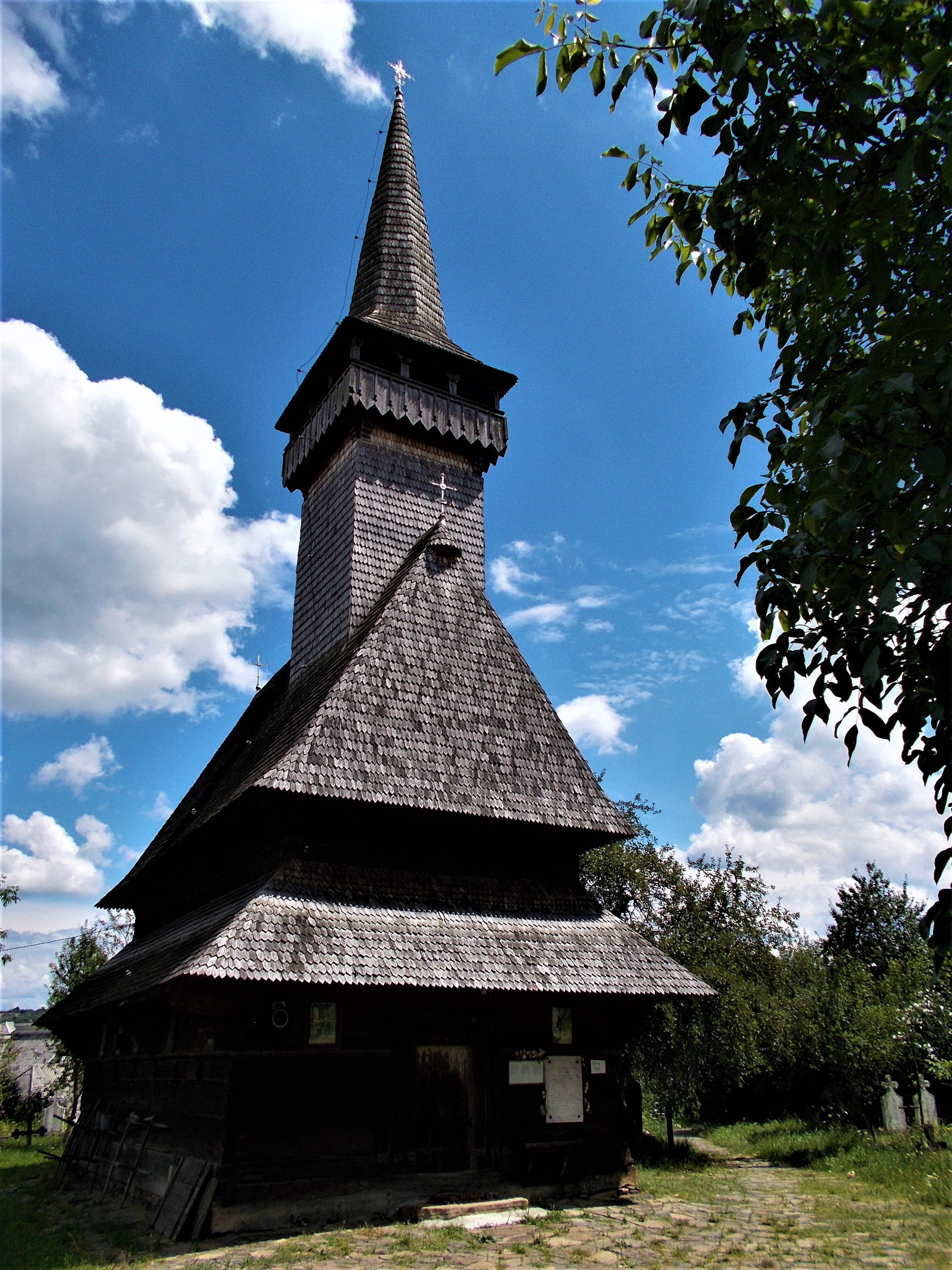
Biserica de lemn „Cuvioasa Paraschiva” din Sat-Șugatag

- Biserica de lemn „Sf. Paraschiva” din Desești construită în secolul al XVIII-lea și inclusă în decembrie 1999 pe lista Patrimoniului Mondial UNESCO împreună cu alte șapte biserici din județul Maramureș.
- Biserica de lemn „Sfânta Paraschiva” din Susani, construcție 1639, monument istoric.
- Biserica de lemn „Sfântul Nicolae” din Budești, construcție 1643, monument istoric. Lăcașul de cult a fost inclus pe lista patrimoniului mondial al UNESCO.
- Biserica de lemn din Breb cu hramul „Sfinții Arhangheli Mihail și Gavriil”. Lăcașul de cult a fost construită în anul 1622 și figurează pe lista monumentelor istorice
- Biserica de lemn „Cuvioasa  Paraschiva” din Sat Șugatag, construcție 1642, monument istoric[21].
- Biserica de lemn „Sfinții Arhangheli Mihail și Gavriil” din Plopiș, construcție 1798, monument istoric aflat pe lista patrimoniului mondial al UNESCO.
- Biserica de lemn din Șurdești, construcție 1766, monument istoric aflat pe lista patrimoniului mondial al UNESCO.
- Biserica de lemn din Hoteni (monument istoric) cu hramul „Sfinții Arhangheli Mihail și Gavril” a fost construită în anul 1790, în satul Slatina din Ucraina de azi, de unde a fost adusă în satul Hoteni după 1895.
- Ariile protejate: Mlaștina Iezerul Mare (0,5 ha), Cheile Tătarului (15 ha), Pădurea Crăiasa (44 ha).